# Atalanta Bergamasca Calcio 2014-2015
Questa voce raccoglie le informazioni riguardanti l'Atalanta Bergamasca Calcio nelle competizioni ufficiali della stagione 2014-2015.

## Stagione
Nella stagione 2014-15 l'Atalanta raggiunse gli ottavi di Coppa Italia, dove fu eliminata dalla Fiorentina. Il campionato vide invece gli orobici a rischio retrocessione, con soli 8 reti realizzate nelle prime 15 giornate (media di quasi una rete ogni due partite) e soli 14 punti ottenuti. Verso la fine del girone d'andata, la zona retrocessione era distante di soli 2 punti, ma la preziosa vittoria sul Milan a San Siro (1-0, rete di Denis) fanno risollevare gli orobici al 15º posto con un margine di 4 punti sulla zona rossa. La successiva vittoria contro la diretta concorrente Cagliari pareva riportare molta serenità ma ad inizio marzo, dopo 4 sconfitte consecutive e con soli 23 punti fatti in 25 giornate, Colantuono venne esonerato a favore di Reja. L'avvicendamento alla guida diede lo scatto decisivo, con i risultati del mese di aprile che spinsero i bergamaschi ad un vantaggio di 8 punti sulle terzultime Cesena e Cagliari. La Dea raggiunse l'aritmetica salvezza a due giornate dalla fine, nonostante la sconfitta casalinga (1-4) con il Genoa: nella stessa giornata infatti, il Palermo sconfisse i sardi spedendoli in serie cadetta. Pareggiando contro il Chievo e cedendo al Milan nei restanti turni, i nerazzurri finirono al torneo in quartultima posizione con 37 punti, frutto di 7 vittorie, 16 pareggi e 15 sconfitte. Inoltre, l'Atalanta fece registrare il suo record negativo di partite vinte in un campionato a 20 squadre.

## Divise e sponsor
Per la stagione 2014-2015 il nuovo sponsor tecnico è Nike. Cambia anche lo sponsor ufficiale che è SuisseGas, mentre Konica Minolta resta secondo sponsor di maglia.
Il 21 settembre 2014 in occasione del match casalingo contro la Fiorentina viene aggiunto il quarto sponsor di maglia che per l'occasione è stato Bergamopost (quotidiano online locale). Dall'incontro successivo il quarto sponsor è diventato Oriocenter.
La prima maglia è a strisce verticali nere e azzurre, calzoncini neri e calzettoni neri. La seconda maglia è completamente color ghiaccio, mentre la terza maglia è arancione con calzonicini in tonalità più scura.
Come di consueto, il 21 dicembre 2014 l'Atalanta sfoggia una divisa speciale in onore dell'ultima partita prima di Natale (Christmas match): la divisa è costituita da maglia verde abete con un albero bianco che circonda lo stemma della squadra bergamasca, pantaloncini e calzettoni neri.
| Casa | Trasferta | Terza Divisa | Christmas match | 1ª div. portiere | 2ª div. portiere | 3ª div. portiere |

## Organigramma societario
Area direttiva
- Presidente: Antonio Percassi
- Amministratore delegato: Luca Percassi
- Consiglieri: Enrico Felli, Isidoro Fratus, Marino Lazzarini, Maurizio Radici, Roberto Selini, Mario Volpi
- Collegio sindacale: Giambattista Negretti (Presidente), Pierluigi Paris (Sindaco Effettivo), Alessandro Michetti (Sindaco Effettivo)
- Organismo di vigilanza: Marco De Cristofaro (Presidente), Diego Fratus, Pietro Minaudo
- Direttore generale: Pierpaolo Marino

Area organizzativa
- Direttore operativo: Roberto Spagnolo
- Direttore Amministrazione, Controllo e Finanza: Valentino Pasqualato
- Segretario generale: Fabio Rizzitelli
- Team manager: Mirco Moioli
- Delegato Sicurezza Stadio: Marco Colosio

Area comunicazione e marketing
- Responsabile comunicazione: Elisa Persico
- Addetto Stampa: Andrea Lazzaroni
- Direttore marketing: Romano Zanforlin
- Licensing manager: Sara Basile
- Supporter Liaison Officer: Marino Lazzarini

Area tecnica
- Responsabile dell'area tecnica: Giovanni Sartori
- Direttore sportivo: Gabriele Zamagna
- Responsabile area scouting: Giuseppe Corti
- Allenatore: Stefano Colantuono (fino al 4 marzo 2015), poi Edoardo Reja
- Allenatore in seconda: Roberto Beni (fion al 4 marzo 2015), poi Sergio Porrini
- Preparatore atletico: Marco Montesanto (fino al 4 marzo 2015), poi Gigi Febbrari
- Preparatore dei portieri: Mariano Coccia (fino al 4 marzo 2015), poi Massimo Biffi
- Collaboratori tecnici: Michele Armenise (fino al 4 marzo 2015) e Mauro Fumagalli
- Assistenti preparatore atletico: Matteo Moranda, Andrea Riboli, Francesco Vaccariello

Area sanitaria
- Responsabile sanitario: Paolo Amaddeo
- Medico sociale: Marco Bruzzone
- Ortopedico: Aristide Cobelli
- Massaggiatori: Alfredo Adami, Marcello Ginami, Renato Gotti, Michele Locatelli
- Osteopata: Emilio Caputo
- Podologo: Diego Marini

## Rosa
| N. |                      | Ruolo | Calciatore                   |
| -- | -------------------- | ----- | ---------------------------- |
| 1  | Serbia (bandiera)    | P     | Vlada Avramov                |
| 2  | Italia (bandiera)    | D     | Guglielmo Stendardo          |
| 3  | Italia (bandiera)    | D     | Cristiano Del Grosso         |
| 5  | Argentina (bandiera) | D     | Lionel Scaloni               |
| 6  | Italia (bandiera)    | D     | Gianpaolo Bellini (capitano) |
| 7  | Italia (bandiera)    | C     | Marco D'Alessandro           |
| 8  | Italia (bandiera)    | C     | Giulio Migliaccio            |
| 9  | Italia (bandiera)    | A     | Rolando Bianchi              |
| 10 | Italia (bandiera)    | C     | Giacomo Bonaventura          |
| 10 | Argentina (bandiera) | C     | Alejandro Gómez              |
| 11 | Argentina (bandiera) | A     | Maximiliano Moralez          |
| 13 | Italia (bandiera)    | D     | Andrea Masiello              |
| 16 | Italia (bandiera)    | C     | Daniele Baselli              |
| 17 | Cile (bandiera)      | C     | Carlos Carmona               |
| 18 | Paraguay (bandiera)  | C     | Marcelo Estigarribia         |
| 19 | Argentina (bandiera) | A     | Germán Denis                 |
| 20 | Italia (bandiera)    | D     | Giuseppe Biava               |
| 21 | Italia (bandiera)    | C     | Luca Cigarini                |
| 22 | Italia (bandiera)    | D     | Davide Zappacosta            |

| N. |                           | Ruolo | Calciatore          |
| -- | ------------------------- | ----- | ------------------- |
| 25 | Italia (bandiera)         | C     | Leonardo Spinazzola |
| 27 | Italia (bandiera)         | A     | Lorenzo Rosseti     |
| 28 | Italia (bandiera)         | D     | Davide Brivio       |
| 28 | Paesi Bassi (bandiera)    | C     | Urby Emanuelson     |
| 29 | Tunisia (bandiera)        | D     | Yohan Benalouane    |
| 31 | Italia (bandiera)         | C     | Salvatore Molina    |
| 31 | Costa d'Avorio (bandiera) | D     | Franck Kessié       |
| 33 | Italia (bandiera)         | D     | Nicolò Cherubin     |
| 47 | Italia (bandiera)         | P     | Andrea Consigli     |
| 51 | Cile (bandiera)           | A     | Mauricio Pinilla    |
| 57 | Italia (bandiera)         | P     | Marco Sportiello    |
| 61 | Italia (bandiera)         | C     | Roberto Gagliardini |
| 77 | Italia (bandiera)         | D     | Cristian Raimondi   |
| 78 | Italia (bandiera)         | P     | Giorgio Frezzolini  |
| 93 | Senegal (bandiera)        | D     | Boukary Dramé       |
| 95 | Italia (bandiera)         | C     | Alberto Grassi      |
| 96 | Croazia (bandiera)        | D     | Anton Krešić        |
| 99 | Ghana (bandiera)          | A     | Richmond Boakye     |

## Calciomercato

### Sessione estiva(dall'1/7 all'1/9)
Nel calciomercato estivo arriva Avramov in prestito dal Torino per fare da secondo a Marco Sportiello, diventato titolare dopo la cessione di Consigli al Sassuolo. La difesa è profondamente ridisegnata: sono ingaggiati Biava, Cherubin e Dramé, mentre partono Yepes, Lucchini, Brivio e Nica. Anche a centrocampo si registrano importanti novità: saluta Bergamo dopo molte stagioni Bonaventura, al suo posto arrivano Gómez, oltre ai giovani Spinazzola e D'Alessandro. Partono invece Giorgi, Cazzola e Koné. Sono ceduti in prestito De Luca e Bentancourt: l'attacco viene rinforzato con Bianchi, Boakye e Rosseti. Per questa stagione si decide di puntare su Zappacosta, mentre vengono trattenuti a Bergamo anche Estigarribia e Benalouane.
Il calciomercato si conclude con un saldo positivo di +9,90mln di euro.
| Acquisti         | Acquisti             | Acquisti          | Acquisti                                   |
| R.               | Nome                 | da                | Modalità                                   |
| ---------------- | -------------------- | ----------------- | ------------------------------------------ |
| P                | Vlada Avramov        | Torino            | prestito                                   |
| P                | Simone Colombi       | Carpi             | fine prestito                              |
| D                | Alberto Almici       | Padova            | fine prestito                              |
| D                | Yohan Benalouane     | Parma             | riscatto compartecipazione                 |
| D                | Giuseppe Biava       |                   | svincolato                                 |
| D                | Michele Canini       | Genoa             | riscatto compartecipazione (0 €)           |
| D                | Nicolò Cherubin      | Bologna           | prestito                                   |
| D                | Matteo Contini       | Juve Stabia       | fine prestito                              |
| D                | Boukary Dramé        |                   | svincolato                                 |
| D                | Emanuele Suagher     | Crotone           | fine prestito                              |
| D                | Davide Zappacosta    | Avellino          | rinnovo compartecipazione                  |
| C                | Luca Cigarini        | Napoli            | riscatto compartecipazione (2,3 milioni €) |
| C                | Marco D'Alessandro   | Roma              | definitivo (2 milioni €)                   |
| C                | Marcelo Estigarribia | Dep. Maldonado    | rinnovo prestito                           |
| C                | Roberto Gagliardini  | Cesena            | fine prestito                              |
| C                | Alejandro Gómez      | Metalist          | definitivo                                 |
| C                | Nadir Minotti        | Lanciano          | fine prestito                              |
| C                | Salvatore Molina     | Modena            | fine prestito                              |
| C                | Antonio Palma        | Como              | fine prestito                              |
| C                | Matteo Scozzarella   | Spezia            | fine prestito                              |
| C                | Leonardo Spinazzola  | Juventus          | prestito                                   |
| C                | James Troisi         | Melbourne Victory | fine prestito                              |
| A                | Matteo Ardemagni     | Carpi             | fine prestito                              |
| A                | Rolando Bianchi      | Bologna           | prestito                                   |
| A                | Richmond Boakye      | Genoa             | riscatto metà (1,3 milioni €)              |
| A                | Giuseppe De Luca     | Varese            | rinnovo compartecipazione                  |
| A                | Marko Livaja         | Inter             | riscatto compartecipazione(0 €)            |
| A                | Lorenzo Rosseti      | Juventus          | prestito                                   |
| Altre operazioni |                      |                   |                                            |
| R.               | Nome                 | da                | Modalità                                   |
| P                | Alessandro Bianucci  | Varese            | fine prestito                              |
| P                | Francesco Rossi      | Pavia             | fine prestito                              |
| P                | Andrea Seveso        | Carpi             | fine prestito                              |
| D                | Dario Bagni          | Carpi             | fine prestito                              |
| D                | Andrea Conti         | Perugia           | fine prestito                              |
| D                | Carlo Cremaschi      | Tritium           | fine prestito                              |
| D                | Gianluca Delledonne  | Carpi             | fine prestito                              |
| D                | Federico Di Giovanni | Juventus          | prestito                                   |
| D                | Luigi Djibo          | Sambenedettese    | fine prestito                              |
| D                | Prince-Désir Gouano  | Juventus          | riscatto compartecipazione                 |
| D                | Luca Milesi          | Benevento         | fine prestito                              |
| D                | Valerio Nava         | Novara            | fine prestito                              |
| D                | Alex Redolfi         | Como              | fine prestito                              |
| C                | Davide Agazzi        | Savona            | riscatto compartecipazione                 |
| C                | Simone Emmanuello    | Juventus          | rinnovo compartecipazione                  |
| C                | Andrea Rascaroli     | Arezzo            | fine prestito                              |
| C                | Nicolò Tonon         | Pro Patria        | fine prestito                              |
| C                | Matteo Valota        | Carpi             | fine prestito                              |
| C                | Matteo Villanova     | Aversa Normanna   | fine prestito                              |
| C                | Nana Welbeck         | Brescia           | definitivo                                 |
| A                | Edoardo Ceria        | Juventus          | rinnovo compartecipazione                  |
| A                | Harouna Gouem        | Inter             | prestito                                   |
| A                | Simone Magnaghi      | Prato             | fine prestito                              |
| A                | Doudou Mangni        | Modena            | fine prestito                              |
| A                | Nicolas Napol        | Lorient           | definitivo                                 |
| A                | Stefano Romano       | Varese            | fine prestito                              |
| A                | Luka Šušnjara        | Domžale           | definitivo                                 |
| A                | Dejan Tosetti        | Pergolettese      | fine prestito                              |

| Cessioni         | Cessioni            | Cessioni     | Cessioni                                     |
| R.               | Nome                | a            | Modalità                                     |
| ---------------- | ------------------- | ------------ | -------------------------------------------- |
| P                | Simone Colombi      | Cagliari     | definitivo (1,5 milioni €)                   |
| P                | Andrea Consigli     | Sassuolo     | definitivo (4 milioni di € + 1 di bonus)     |
| D                | Alberto Almici      | Latina       | prestito                                     |
| D                | Davide Brivio       | Verona       | prestito                                     |
| D                | Michele Canini      | FC Tokyo     | prestito                                     |
| D                | Daniele Capelli     | Cesena       | rinnovo prestito                             |
| D                | Matteo Contini      | Bari         | prestito                                     |
| D                | Stefano Lucchini    | Cesena       | definitivo                                   |
| D                | Constantin Nica     | Cesena       | prestito                                     |
| D                | Emanuele Suagher    | Carpi        | prestito                                     |
| D                | Mario Yepes         |              | svincolato                                   |
| C                | Giacomo Bonaventura | Milan        | definitivo (5,5 milioni di € + 2,5 di bonus) |
| C                | Franco Brienza      | Cesena       | definitivo                                   |
| C                | Riccardo Cazzola    | Cesena       | prestito                                     |
| C                | Roberto Gagliardini | Spezia       | prestito                                     |
| C                | Luigi Giorgi        | Cesena       | prestito                                     |
| C                | Moussa Koné         | Avellino     | prestito                                     |
| C                | Nicola Madonna      | Spezia       | rinnovo compartecipazione                    |
| C                | Nadir Minotti       | Crotone      | prestito                                     |
| C                | Antonio Palma       | Cittadella   | prestito                                     |
| C                | Matteo Scozzarella  | Trapani      | prestito                                     |
| C                | James Troisi        | Juventus     | risoluzione compartecipazione                |
| A                | Matteo Ardemagni    | Spezia       | prestito                                     |
| A                | Rúben Bentancourt   | Bologna      | prestito                                     |
| A                | Giuseppe De Luca    | Bari         | prestito                                     |
| A                | Marko Livaja        | Rubin        | definitivo (3 milioni €)                     |
| A                | Guido Marilungo     | Cesena       | rinnovo prestito                             |
| Altre operazioni |                     |              |                                              |
| R.               | Nome                | da           | Modalità                                     |
| P                | Mirco Miori         | Südtirol     | prestito                                     |
| P                | Francesco Rossi     | Lupa Roma    | prestito                                     |
| D                | Marcello Adiansi    | Piacenza     | prestito                                     |
| D                | Luca Barlocco       | Juventus     | rinnovo compartecipazione                    |
| D                | Mattia Caldara      | Trapani      | prestito                                     |
| D                | Andrea Conti        | Lanciano     | prestito                                     |
| D                | Luigi Djibo         | Paganese     | prestito                                     |
| D                | Matteo Gentili      | Vicenza      | risoluzione compartecipazione (0 €)          |
| D                | Prince-Désir Gouano | Rio Ave      | prestito                                     |
| D                | Luca Milesi         | Pro Vercelli | prestito                                     |
| D                | Marcello Possenti   | Reggiana     | risoluzione compartecipazione (0 €)          |
| D                | Davide Savi         | Feralpisalò  | prestito                                     |
| D                | Valerio Nava        | Carpi        | prestito                                     |
| C                | Davide Agazzi       | Lanciano     | prestito                                     |
| C                | Elia Cortesi        | Carpi        | risoluzione compartecipazione (0 €)          |
| C                | Simone Emmanuello   | Pro Vercelli | rinnovo prestito                             |
| C                | Nicola Malaccari    | Gubbio       | risoluzione compartecipazione (0 €)          |
| C                | Riccardo Tantardini | Feralpisalò  | rinnovo compartecipazione                    |
| C                | Nicolò Tonon        | Bassano      | prestito                                     |
| C                | Giuseppe Ungaro     | Real Vicenza | prestito                                     |
| C                | Federico Varano     | Venezia      | prestito                                     |
| C                | Nana Welbeck        | NK Krka      | prestito                                     |
| A                | Faisal Bangal       | Ascoli       | prestito                                     |
| A                | Davide Cais         | Juventus     | rinnovo compartecipazione                    |
| A                | Pasquale De Vita    | Verona       | risoluzione compartecipazione                |
| A                | Simone Magnaghi     | Venezia      | prestito                                     |
| A                | Doudou Mangni       | Latina       | prestito                                     |

### Sessione invernale(dal 05/01 al 02/02)
| Acquisti | Acquisti          | Acquisti      | Acquisti      |
| R.       | Nome              | da            | Modalità      |
| -------- | ----------------- | ------------- | ------------- |
| D        | Alberto Almici    | Latina        | fine prestito |
| D        | Franck Kessié     | Stella Adjamé | prestito      |
| D        | Anton Krešić      | NK Zagabria   | definitivo    |
| D        | Davide Zappacosta | Avellino      | definitivo    |
| C        | Urby Emanuelson   | Roma          | definitivo    |
| C        | Antonio Palma     | Cittadella    | fine prestito |
| A        | Matteo Ardemagni  | Spezia        | fine prestito |
| A        | Faisal Bangal     | Ascoli        | fine prestito |
| A        | Rúben Bentancourt | Bologna       | fine prestito |
| A        | Mauricio Pinilla  | Genoa         | prestito      |

| Cessioni | Cessioni            | Cessioni          | Cessioni      |
| R.       | Nome                | a                 | Modalità      |
| -------- | ------------------- | ----------------- | ------------- |
| D        | Alberto Almici      | Avellino          | prestito      |
| D        | Valerio Nava        | SPAL              | prestito      |
| C        | Salvatore Molina    | Carpi             | prestito      |
| C        | Antonio Palma       | Feralpisalò       | prestito      |
| C        | Leonardo Spinazzola | Juventus          | fine prestito |
| C        | Gianluca Barba      | Pro Piacenza      | prestito      |
| C        | Mario Pugliese      | Carpi             | prestito      |
| C        | Nadir Minotti       | Foggia            | prestito      |
| A        | Matteo Ardemagni    | Perugia           | prestito      |
| A        | Faisal Bangal       | San Marino        | prestito      |
| A        | Rúben Bentancourt   | Defensor Sporting | prestito      |

## Risultati

### Serie A

#### Girone di andata
| Bergamo 31 agosto 2014, ore 18:00 CEST 1ª giornata | Atalanta          | 0 – 0 referto | Verona | Stadio Atleti Azzurri d'Italia (14.925 spett.)\| Arbitro: \| Rizzoli (Bologna) \| |
| Arbitro:                                           | Rizzoli (Bologna) |               |        |                                                                                   |

| Arbitro: | Cervellera (Taranto) |

|                  |           |                            |
| Cossu 85’ (rig.) | Marcatori | 4’ Estigarribia 67’ Boakye |

| Arbitro: | Russo (Nola) |

|  |           |            |
|  | Marcatori | 58’ Kurtić |

| Arbitro: | Gervasoni (Mantova) |

|                          |           |  |
| Osvaldo 40’ Hernanes 87’ | Marcatori |  |

| Arbitro: | Orsato (Schio) |

|  |           |                           |
|  | Marcatori | 35’, 59’ Tévez 83’ Morata |

| Arbitro: | Irrati (Pistoia) |

|                |           |  |
| Gabbiadini 35’ | Marcatori |  |

| Arbitro: | Guida (Torre Annunziata) |

|            |           |  |
| Boakye 90’ | Marcatori |  |

| Arbitro: | Tommasi (Bassano del Grappa) |

|                          |           |  |
| Di Natale 6’ Théréau 36’ | Marcatori |  |

| Arbitro: | Damato (Barletta) |

|           |           |             |
| Denis 57’ | Marcatori | 86’ Higuaín |

| Torino 2 novembre 2014, ore 15:00 CET 10ª giornata | Torino               | 0 – 0 referto | Atalanta | Stadio Olimpico (13.489 spett.)\| Arbitro: \| Cervellera (Taranto) \| |
| Arbitro:                                           | Cervellera (Taranto) |               |          |                                                                       |

| Reggio nell'Emilia 8 novembre 2014, ore 18:00 CET 11ª giornata | Sassuolo        | 0 – 0 referto | Atalanta | Mapei Stadium (10.776 spett.)\| Arbitro: \| Pasqua (Tivoli) \| |
| Arbitro:                                                       | Pasqua (Tivoli) |               |          |                                                                |

| Arbitro: | Massa (Imperia) |

|            |           |                           |
| Moralez 1’ | Marcatori | 23’ Ljajić 42’ Nainggolan |

| Empoli 30 novembre 2014, ore 15:00 CET 13ª giornata | Empoli          | 0 – 0 referto | Atalanta | Stadio Carlo Castellani (6.938 spett.)\| Arbitro: \| Peruzzo (Schio) \| |
| Arbitro:                                            | Peruzzo (Schio) |               |          |                                                                         |

| Arbitro: | Di Bello (Brindisi) |

|                                            |           |                 |
| Benalouane 45+1’ Stendardo 50’ Moralez 52’ | Marcatori | 31’, 43’ Defrel |

| Arbitro: | Rocchi (Firenze) |

|                          |           |  |
| Mauri 51’, 71’ Lulić 81’ | Marcatori |  |

| Arbitro: | Orsato (Schio) |

|                                   |           |                              |
| Denis 40’ (rig.), 76’ Moralez 55’ | Marcatori | 6’ Rigoni 16’, 45+1’ Vázquez |

| Arbitro: | Irrati (Pistoia) |

|                           |           |                            |
| Iago 51’ (rig.) Matri 69’ | Marcatori | 37’ Zappacosta 49’ Moralez |

| Arbitro: | Peruzzo (Schio) |

|                |           |               |
| Zappacosta 72’ | Marcatori | 90’ Lazarević |

| Arbitro: | Russo (Nola) |

|  |           |           |
|  | Marcatori | 33’ Denis |

#### Girone di ritorno
| Arbitro: | Doveri (Roma) |

|             |           |  |
| Saviola 53’ | Marcatori |  |

| Arbitro: | Orsato (Schio) |

|                         |           |             |
| Biava 18’ Pinilla 90+4’ | Marcatori | 44’ Dessena |

| Arbitro: | Tommasi (Bassano del Grappa) |

|                                      |           |                          |
| Basanta 18’ Diamanti 76’ Pasqual 89’ | Marcatori | 9’ Zappacosta 83’ Boakye |

| Arbitro: | Banti (Livorno) |

|             |           |                                               |
| Moralez 27’ | Marcatori | 2’ (rig.) Shaqiri 37’, 63’ Guarín 72’ Palacio |

| Arbitro: | Irrati (Pistoia) |

|                        |           |                |
| Llorente 39’ Pirlo 45’ | Marcatori | 25’ Migliaccio |

| Arbitro: | Damato (Barletta) |

|               |           |                      |
| Stendardo 16’ | Marcatori | 68’ Muriel 81’ Okaka |

| Parma 8 marzo 2015, ore 15:00 CET 26ª giornata | Parma               | 0 – 0 referto | Atalanta | Stadio Ennio Tardini (10.448 spett.)\| Arbitro: \| Di Bello (Brindisi) \| |
| Arbitro:                                       | Di Bello (Brindisi) |               |          |                                                                           |

| Bergamo 15 marzo 2015, ore 15:00 CET 27ª giornata | Atalanta         | 0 – 0 referto | Udinese | Stadio Atleti Azzurri d'Italia (14.073 spett.)\| Arbitro: \| Rocchi (Firenze) \| |
| Arbitro:                                          | Rocchi (Firenze) |               |         |                                                                                  |

| Arbitro: | Calvarese (Teramo) |

|            |           |             |
| Zapata 89’ | Marcatori | 72’ Pinilla |

| Arbitro: | Guida (Torre Annunziata) |

|             |           |                           |
| Pinilla 74’ | Marcatori | 20’ Quagliarella 39’ Glik |

| Arbitro: | Doveri (Roma) |

|                       |           |             |
| Denis 42’, 63’ (rig.) | Marcatori | 59’ Berardi |

| Arbitro: | Gervasoni (Mantova) |

|                 |           |                  |
| Totti 2’ (rig.) | Marcatori | 23’ (rig.) Denis |

| Arbitro: | Cervellera (Taranto) |

|                       |           |                            |
| Gómez 43’ Denis 90+3’ | Marcatori | 41’ Saponara 60’ Maccarone |

| Arbitro: | Rizzoli (Bologna) |

|                                  |           |                  |
| Brienza 56’ (rig.) Carbonero 70’ | Marcatori | 50’, 82’ Pinilla |

| Arbitro: | Orsato (Schio) |

|           |           |            |
| Biava 49’ | Marcatori | 77’ Parolo |

| Arbitro: | Calvarese (Teramo) |

|                        |           |                                            |
| Vázquez 43’ Rigoni 68’ | Marcatori | 6’ Baselli 17’ (aut.) Anđelković 51’ Gómez |

| Arbitro: | Gervasoni (Mantova) |

|                    |           |                                            |
| Pinilla 18’ (rig.) | Marcatori | 30’ Pavoletti 57’ Bertolacci 61’, 73’ Iago |

| Arbitro: | Sacchi (Macerata) |

|                |           |           |
| Pellissier 88’ | Marcatori | 48’ Gómez |

| Arbitro: | Pinzani (Empoli) |

|             |           |                                         |
| Baselli 21’ | Marcatori | 36’ (rig.) Pazzini 38’, 80’ Bonaventura |

### Coppa Italia

#### Turni preliminari
| Arbitro: | Di Paolo (Avezzano) |

|                            |           |  |
| Cigarini 8’ Spinazzola 81’ | Marcatori |  |

| Arbitro: | Minelli (Varese) |

|                 |           |  |
| Boakye 13’, 19’ | Marcatori |  |

#### Fase finale
| Arbitro: | Valeri (Roma) |

|                                   |           |             |
| Gómez 6’, 28’ Cuadrado 12’ (rig.) | Marcatori | 40’ Bianchi |

## Statistiche

### Statistiche di squadra
| Competizione | Punti | In casa | In casa | In casa | In casa | In casa | In casa | In trasferta | In trasferta | In trasferta | In trasferta | In trasferta | In trasferta | Totale | Totale | Totale | Totale | Totale | Totale | DR  |
| Competizione | Punti | G       | V       | N       | P       | Gf      | Gs      | G            | V            | N            | P            | Gf           | Gs           | G      | V      | N      | P      | Gf     | Gs     | DR  |
| ------------ | ----- | ------- | ------- | ------- | ------- | ------- | ------- | ------------ | ------------ | ------------ | ------------ | ------------ | ------------ | ------ | ------ | ------ | ------ | ------ | ------ | --- |
| Serie A      | 37    | 19      | 4       | 7       | 8       | 22      | 33      | 19           | 3            | 9            | 7            | 16           | 24           | 38     | 7      | 16     | 15     | 38     | 57     | -19 |
| Coppa Italia | -     | 2       | 2       | 0       | 0       | 4       | 0       | 1            | 0            | 0            | 1            | 1            | 3            | 3      | 2      | 0      | 1      | 5      | 3      | +2  |
| Totale       | -     | 21      | 6       | 7       | 8       | 26      | 33      | 20           | 3            | 9            | 8            | 17           | 27           | 41     | 9      | 16     | 16     | 43     | 60     | -17 |

### Andamento in campionato
| Giornata  | 1  | 2 | 3 | 4  | 5  | 6  | 7  | 8  | 9  | 10 | 11 | 12 | 13 | 14 | 15 | 16 | 17 | 18 | 19 | 20 | 21 | 22 | 23 | 24 | 25 | 26 | 27 | 28 | 29 | 30 | 31 | 32 | 33 | 34 | 35 | 36 | 37 | 38 |
| --------- | -- | - | - | -- | -- | -- | -- | -- | -- | -- | -- | -- | -- | -- | -- | -- | -- | -- | -- | -- | -- | -- | -- | -- | -- | -- | -- | -- | -- | -- | -- | -- | -- | -- | -- | -- | -- | -- |
| Luogo     | C  | T | C | T  | C  | T  | C  | T  | C  | T  | T  | C  | T  | C  | T  | C  | T  | C  | T  | T  | C  | T  | C  | T  | C  | T  | C  | T  | C  | C  | T  | C  | T  | C  | T  | C  | T  | C  |
| Risultato | N  | V | P | P  | P  | P  | V  | P  | N  | N  | N  | P  | N  | V  | P  | N  | N  | N  | V  | P  | V  | P  | P  | P  | P  | N  | N  | N  | P  | V  | N  | N  | N  | N  | V  | P  | N  | P  |
| Posizione | 11 | 6 | 8 | 11 | 16 | 17 | 14 | 16 | 16 | 16 | 17 | 17 | 17 | 14 | 16 | 17 | 17 | 17 | 15 | 15 | 15 | 16 | 17 | 17 | 17 | 17 | 17 | 17 | 17 | 17 | 17 | 17 | 17 | 17 | 17 | 17 | 17 | 17 |

Fonte:  Serie A – Classifiche, su sport.sky.it, Sky Sport. URL consultato il 28 luglio 2014 (archiviato dall'url originale l'11 settembre 2014).
Legenda:

Luogo: C = Casa; T = Trasferta. Risultato: V = Vittoria; N = Pareggio; P = Sconfitta.

### Statistiche dei giocatori
| Giocatore       | Serie A  | Serie A | Serie A     | Serie A    | Coppa Italia | Coppa Italia | Coppa Italia | Coppa Italia | Totale   | Totale | Totale      | Totale     |
| Giocatore       | Presenze | Reti    | Ammonizioni | Espulsioni | Presenze     | Reti         | Ammonizioni  | Espulsioni   | Presenze | Reti   | Ammonizioni | Espulsioni |
| --------------- | -------- | ------- | ----------- | ---------- | ------------ | ------------ | ------------ | ------------ | -------- | ------ | ----------- | ---------- |
| V. Avramov      | 1        | -1      | 0           | 1          | 2            | -3           | 0            | 0            | 3        | -4     | 0           | 1          |
| D. Baselli      | 22       | 2       | 6           | 0          | 2            | 0            | 2            | 0            | 24       | 2      | 8           | 0          |
| G. Bellini      | 15       | 0       | 4           | 1          | 2            | 0            | 1            | 0            | 17       | 0      | 5           | 1          |
| Y. Benalouane   | 27       | 1       | 14          | 1          | 2            | 0            | 2            | 0            | 29       | 1      | 16          | 1          |
| R. Bianchi      | 21       | 0       | 1           | 0          | 3            | 1            | 0            | 0            | 24       | 1      | 1           | 0          |
| G. Biava        | 18       | 2       | 6           | 1          | 3            | 0            | 1            | 0            | 21       | 2      | 7           | 1          |
| R. Boakye       | 19       | 3       | 3           | 1          | 3            | 2            | 1            | 0            | 22       | 5      | 4           | 1          |
| G. Bonaventura  | 1        | 0       | 0           | 0          | 1            | 0            | 0            | 0            | 2        | 0      | 0           | 0          |
| D. Brivio       | -        | -       | -           | -          | 0            | 0            | 0            | 0            | 0        | 0      | 0           | 0          |
| C. Carmona      | 33       | 0       | 12          | 1          | 1            | 0            | 0            | 0            | 34       | 0      | 12          | 1          |
| N. Cherubin     | 13       | 0       | 0           | 0          | 0            | 0            | 0            | 0            | 13       | 0      | 0           | 0          |
| L. Cigarini     | 33       | 0       | 12          | 1          | 1            | 1            | 0            | 0            | 34       | 1      | 12          | 1          |
| A. Consigli     | -        | -       | -           | -          | 1            | 0            | 0            | 0            | 1        | 0      | 0           | 0          |
| M. D'Alessandro | 24       | 0       | 6           | 0          | 2            | 0            | 0            | 0            | 26       | 0      | 6           | 0          |
| C. Del Grosso   | 13       | 0       | 0           | 0          | 0            | 0            | 0            | 0            | 13       | 0      | 0           | 0          |
| G. Denis        | 32       | 8       | 4           | 0          | 1            | 0            | 0            | 0            | 33       | 8      | 4           | 0          |
| B. Dramé        | 29       | 0       | 7           | 0          | 3            | 0            | 0            | 0            | 32       | 0      | 7           | 0          |
| U. Emanuelson   | 9        | 0       | 0           | 0          | -            | -            | -            | -            | 9        | 0      | 0           | 0          |
| M. Estigarribia | 9        | 1       | 1           | 0          | 1            | 0            | 0            | 0            | 10       | 1      | 1           | 0          |
| G. Frezzolini   | 1        | -1      | 0           | 0          | 0            | 0            | 0            | 0            | 1        | -1     | 0           | 0          |
| R. Gagliardini  | -        | -       | -           | -          | -            | -            | -            | -            | -        | -      | -           | -          |
| A. Gómez        | 24       | 3       | 2           | 1          | 1            | 0            | 1            | 0            | 25       | 3      | 3           | 1          |
| A. Grassi       | 3        | 0       | 0           | 0          | 1            | 0            | 0            | 0            | 4        | 0      | 0           | 0          |
| F. Kessie       | 0        | 0       | 0           | 0          | -            | -            | -            | -            | 0        | 0      | 0           | 0          |
| A. Masiello     | 14       | 0       | 3           | 0          | -            | -            | -            | -            | 14       | 0      | 3           | 0          |
| G. Migliaccio   | 21       | 1       | 9           | 0          | 2            | 0            | 1            | 0            | 23       | 1      | 10          | 0          |
| S. Molina       | 4        | 0       | 1           | 0          | 1            | 0            | 0            | 0            | 5        | 0      | 1           | 0          |
| M. Moralez      | 30       | 5       | 3           | 0          | 1            | 0            | 0            | 0            | 31       | 5      | 3           | 0          |
| M. Pinilla      | 14       | 6       | 5           | 1          | -            | -            | -            | -            | 14       | 6      | 5           | 1          |
| C. Raimondi     | 6        | 0       | 1           | 0          | 0            | 0            | 0            | 0            | 6        | 0      | 1           | 0          |
| L. Rosseti      | 1        | 0       | 0           | 0          | 1            | 0            | 0            | 0            | 2        | 0      | 0           | 0          |
| L. Scaloni      | 3        | 0       | 0           | 0          | 2            | 0            | 1            | 0            | 5        | 0      | 1           | 0          |
| L. Spinazzola   | 2        | 0       | 0           | 0          | 3            | 1            | 0            | 0            | 5        | 1      | 0           | 0          |
| M. Sportiello   | 37       | -55     | 4           | 0          | 0            | 0            | 0            | 0            | 37       | -55    | 4           | 0          |
| G. Stendardo    | 24       | 2       | 5           | 0          | 1            | 0            | 0            | 0            | 25       | 2      | 5           | 0          |
| D. Zappacosta   | 29       | 3       | 4           | 0          | 1            | 0            | 0            | 0            | 30       | 3      | 4           | 0          |

## Giovanili

### Organigramma societario
Area direttiva
- Responsabile settore giovanile: Mino Favini
- Vice-responsabile settore giovanile: Giancarlo Finardi
- Responsabile scouting: Maurizio Costanzi[97]
- Responsabile attività di base: Stefano Bonaccorso
- Responsabile area scouting attività di base: Raffaello Bonifaccio

Area tecnica - Primavera
- Allenatore: Valter Bonacina
- Allenatore in seconda: Fabio Grandi
- Preparatore portieri: Massimo Biffi (fino al 4 marzo 2015), Carlo Resmini
- Medico: Bruno Speziale
- Fisioterapista o massaggiatore: Stefano Pirovano
- Dirigente accompagnatore: Giuseppe Belotti, Maurizio Pacchiani
- Magazziniere: Ferruccio Finardi

Area tecnica - Allievi Nazionali "A"
- Allenatore: Sergio Porrini (fino al 4 marzo 2015) poi Andrea di Cintio
- Preparatore Atletico: Gabriele Boccolini
- Dirigente accompagnatore: Augusto Merletti
- Massaggiatore: Guido Bonifaccio

Area tecnica - Allievi Nazionali "B"
- Allenatore: Claudio Sangiorgio
- Preparatore Atletico: Gabriele Boccolini
- Dirigente accompagnatore: Egidio Acquaroli
- Massaggiatore: Damiano Elitropi

Area tecnica - Giovanissimi Nazionali
- Allenatore: Gianluca Polistina
- Dirigenti Accompagnatori: Stefano Daldossi, Franco Monzani
- Preparatore Atletico: Andrea Riboli
- Massaggiatore: Alessio Guirioni

Area tecnica - Giovanissimi Regionali "A"
- Allenatore: Stefano Lorenzi
- Allenatore in seconda: Andrea Di Cintio
- Dirigenti accompagnatori: Amelio Macetti, Aldo Valerio
- Massaggiatore: Damiano Elitropi

Area tecnica - Giovanissimi Regionali "B"
- Allenatore: Paolo Giordani
- Dirigenti accompagnatori: Domenico Polini, Giovanni Manzoni
- Massaggiatore: Angelo Tosi
- Preparatore Portieri: Francesco Cantioni

### Piazzamenti
- Primavera:
  - Campionato: 5º posto nel girone B
  - Coppa Italia: Semifinalista
  - Torneo di Viareggio: Quarti di finale
- Allievi nazionali "A": ?
  - Campionato: -
  - Trofeo di Arco "Beppe Viola": ?
- Allievi nazionali "B": ?
  - Campionato: -
- Giovanissimi nazionali: ?
  - Campionato: -
- Giovanissimi regionali "A": ?
  - Campionato: -
- Giovanissimi regionali "B": ?
  - Campionato: -